# Трилитон Баальбека
Трилито́н Баальбе́ка — три мегалита западной подпорной стены храма Юпитера в Баальбеке, ориентировочной массой по 800 тонн.

## Общие сведения
Трилитон Баальбека является частью западной подпорной стены храма Юпитера. Он состоит из трёх уложенных в ряд на высоте около 7 метров известняковых блоков с ориентировочной длиной каждого 21,3 м, высотой 4,8 м, шириной 4 м и примерным весом по 800 тонн.

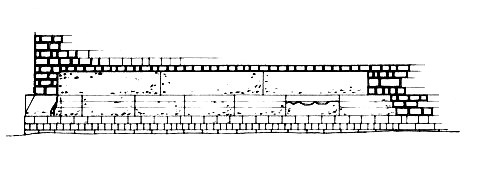
Расположение трилитона в западной стене храма Юпитера

Письменные свидетельства современников строительства[уточнить] в Баальбеке отсутствуют.
Сейчас не имеется ни одной однозначно признанной научным сообществом версии добычи и транспортировки камней баальбекского трилитона. Существует лишь множество гипотез относительно этих процессов.

## Назначение трилитона
Наиболее распространённым мнением относительно причин использования в Баальбеке именно трилитона является исполнение функции важной части подпорной стены. Целесообразность применения как можно более тяжёлых и больших блоков была установлена ещё древними греками, строившими амфитеатры, многие из которых из-за эрозии почвы были подвержены значительной осадке. Средством борьбы с таким явлением было сооружение подпорных стен, сдерживающих перемещение грунта. Такую же методику борьбы с оползнями использовали и древние римляне.
Наиболее заметные мегалиты древнего мира, например Западный камень, предположительно являющийся ровесником трилитона, используются именно в подпорных стенах. Их роль особенно важна при строительстве на склонах, то есть в случаях, подобных рассматриваемому.

## Место происхождения
Устоявшейся версией расположения карьера, где были добыты камни трилитона, является удалённое на примерно 900 метров месторождение известняка, в котором находится так называемый Южный камень. По одной из гипотез, последний также предназначался для подпорной стены храма Юпитера.

## Возможный способ транспортировки
Несмотря на то, что нет достоверной информации относительно технологии перемещения камней баальбекского трилитона, предполагается, что подобные операции были возможны при использовании известных с древних времён простейших механизмов — рычагов и кабестанов. Также важно, что каменоломня, откуда притащили камни, находится слегка выше уровня террасы Баальбека, поэтому камни можно было транспортировать с помощью роликов под уклон. Косвенным подтверждением версии является осуществлённая этими средствами в России во второй половине XVIII века транспортировка 400 рабочими Гром-камня, вдвое более тяжёлого, чем камни трилитона, на большее в 10 раз расстояние. Однако в российском случае задача облегчалась единичностью события и отсутствием необходимости точной установки и подгонки нескольких блоков.
В седьмой главе книги «Колесницы богов» швейцарского писателя Эриха фон Дэникена, а затем и в фильме «Воспоминания о будущем», снятом по мотивам этой книги, — трилитон Баальбека рассматривается как свидетельство палеоконтакта.